# Val Müstair
Val Müstair és un municipi del cantó dels Grisons (Suïssa), situat a la regió d'Engiadina Bassa/Val Müstair. Aquest municipi va ser creat per la fusió de 5 anteriors l'1 de gener de 2009.

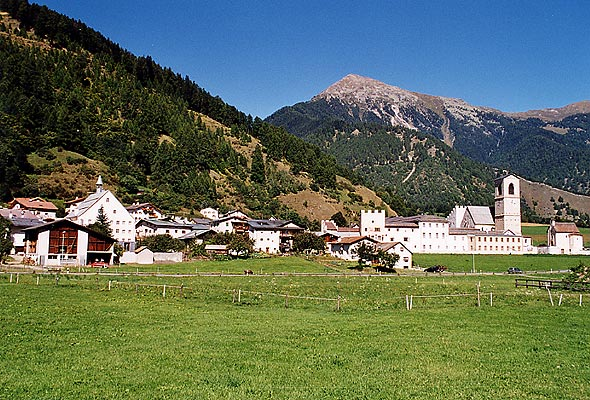
Vista general